# Rebrény
Rebrény (szlovákul: Rebrín) Kráskarebrény településrésze Szlovákiában, a Kassai kerület Nagymihályi járásában.

## Fekvése
Nagymihálytól 8 km-re délkeletre, a Laborc bal oldalán fekszik. Az egyesített községeket kettészeli a Nagykaposról Nagymihályra menő (555-ös) főútvonal, melynek Rebrény a keleti oldalán fekszik.

## Története
Az egykori Rebrény az Ináncs felé menő út kereszteződésénél, a Nagymihály-Nagykapus főúttól keletre feküdt. A falu a 11. században keletkezett, 1266-ban említik először. Lakói a természeti adottságoknak megfelelően főként mezőgazdaságból éltek.
A 18. század végén, 1799-ben Vályi András így ír róla: „REBRIN. Elegyes falu Ungvár Vármegyében, földes Urai B. Vécsey, és több Uraságok, lakosai külömbfélék, fekszik Szénához nem meszsze, mellynek filiája; határja jó termékenységű, más vagyonnyai is jelesek.”
Fényes Elek 1851-ben kiadott geográfiai szótárában így ír a faluról: „Rebrin, orosz-tót-magyar falu, Ungh vmegyében, Kráska szomszédságában: 168 romai, 266 gör. kath., 174 ref., 10 zsidó lak., s termékeny sik határral. F. u. gr. Török, b. Vécsey, Kelez, s m. Ut. p. Nagy-Mihály.”
1910-ben 653, többségben szlovák lakosa volt, jelentős magyar kisebbséggel. 1920-ig Ung vármegye Nagykaposi járásához tartozott.
1961. január 1-jén Kráskával egyesítették.

## Lásd még
- Kráskarebrény
- Kráska